# ジュリア・パートン
ジュリア・パートン（Julia Parton、1964年7月4日 - ）は、アメリカケンタッキー州出身の元アダルトモデル、女優。　カントリー・ミュージックのトップ歌手で、グラミー賞受賞者のドリー・パートンは従姉妹にあたる。
1980年代初期、当初はニナ・アレクサンダー （Nina Alexander）名で各種の男性誌に掲載されて有名になり、B級映画やテレビ番組 （名探偵モンク、アーノルド坊やは人気者等）の端役として活躍した。1990年からスーパースターの親戚ドリー・パートンとの関係を明らかするため、現在の名前に改名して、1994年までアダルトビデオにレズビアン・シーンのみで出演した。